# Archie Comics

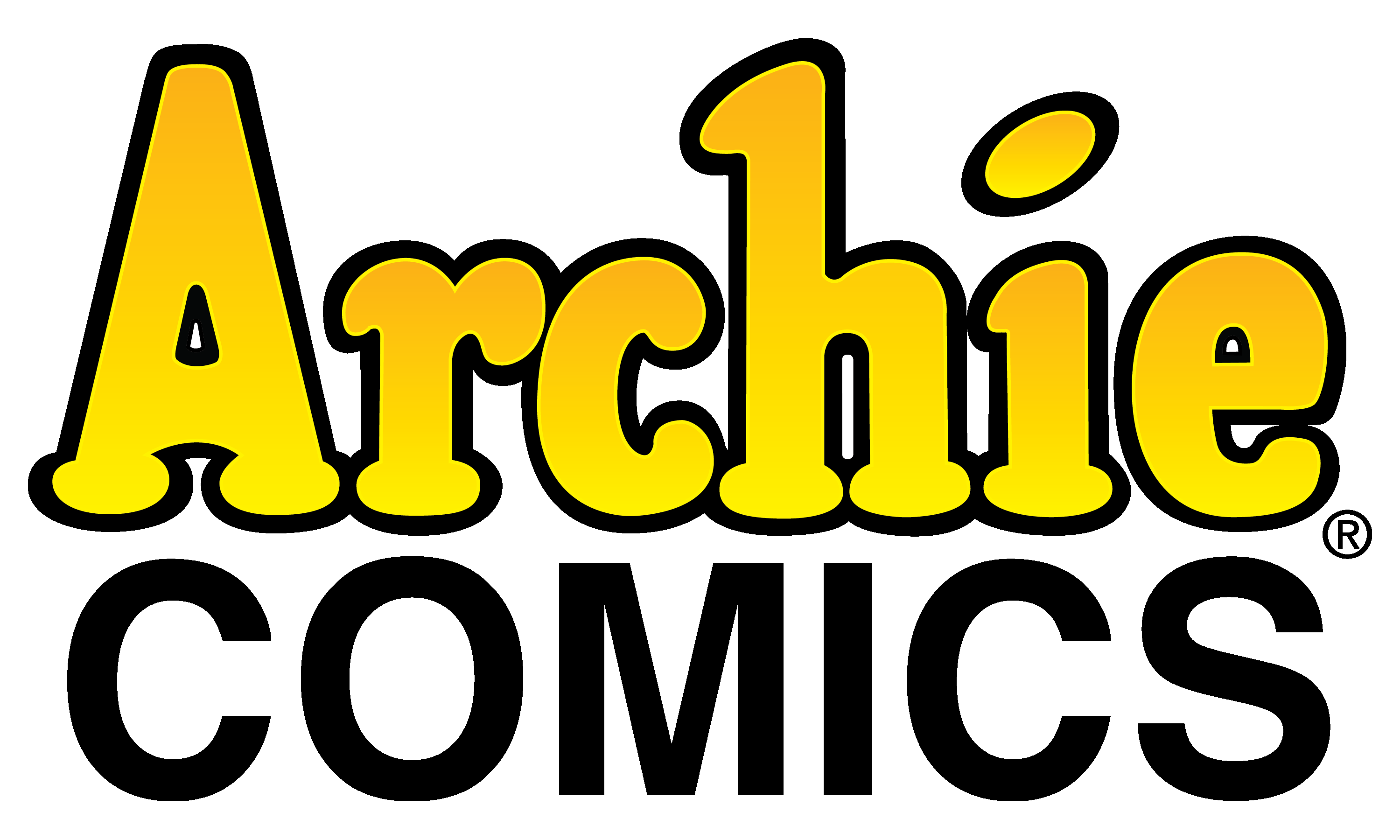
Logo Archie Comics

Archie Comics – amerykańskie wydawnictwo komiksowe, szerzej znane z wielu serii komiksów, których bohaterami są nastolatkowie, np. Archie Andrews, Betty Cooper, Veronica Lodge, Reggie Mantle, Sabrina Spellman i Forsythe „Jughead” Jones.
Wydawnictwo zostało założone w 1939 roku jako MLJ Comics, od inicjałów jego trzech założycieli: Morrisa Coyne’a, Louisa Silberkleita i Johna L. Goldwatera.

## Aktualnie publikowane tytuły
- Archie (zima 1942- ),
- Archie and Friends (wrzesień 1992- ),
- Archie Digest Magazine (sierpień 1973- ),
- Archie's Double Digest Magazine (1981– ),
- Archie's Holiday Fun Digest Magazine (1996– ),
- Archie's Pal Jughead Comics Vol. 2 (czerwiec 1993- , nr 46 i kolejne),
- Archie's Pals 'n' Gals Double Digest Magazine (listopad 1992- ),
- Betty (wrzesień 1992- ),
- Betty and Veronica Vol. 2 (czerwiec 1987- ),
- Betty and Veronica Digest Magazine (listopad 1980- ),
- Betty and Veronica Double Digest Magazine (1987- ),
- Betty and Veronica Spectacular (październik 1992- ),
- Jughead and Friends Digest Magazine (czerwiec 2005- ),
- Jughead's Double Digest Magazine (październik 1989- ),
- Sabrina the Teenage Witch Vol. 2 (styczeń 2000- ),
- Sonic the Hedgehog (czerwiec 1993-lipiec 2017),
- Sonic X (wrzesień 2005-2008),
- Tales From Riverdale Digest Magazine (maj 2005- ),
- Veronica (kwiecień 1989- ).